# Österreichische Chemieolympiade

Logo der ÖChO

Die Österreichische Chemieolympiade (ÖChO) ist ein jährlich stattfindender Wettbewerb unter Schülerinnen und Schülern der Sekundarstufe II, die sich für Chemie interessieren. Zur Vorbereitung auf den Wettbewerb führen Schulen die unverbindliche Übung „Chemieolympiade“ durch.

## Vorbereitungskurse
In der unverbindlichen Übung „Chemieolympiade“ (eine Wochenstunde) werden die Schüler durch Training und Erlernen der notwendigen Grundlagen auf den Wettbewerb vorbereitet. Sie wird in Schulen – eine angemessene Teilnehmerzahl vorausgesetzt – von der neunten bis zur zwölften Schulstufe angeboten. Erlernt werden Grundlagen in allen Teilen der Chemie sowie der Praxis, wobei die qualitative und quantitative Analyse im Vordergrund stehen.

## Wettbewerbe
Jedes Bundesland veranstaltet einen Landeswettbewerb der Chemieolympiade, an dem die Besten der jeweiligen Schulen teilnehmen. Die Bestplatzierten qualifizieren sich für den Bundeswettbewerb. Die Sieger dieses Bewerbes der Chemieolympiade haben die Möglichkeit, an der Internationalen Chemieolympiade teilzunehmen.

### Kurswettbewerb
Jede Chemieolympiade-Gruppe einer Schule führt – wenn notwendig – jährlich im April eine interne Ausscheidung durch, die Kurswettbewerb genannt wird. Dabei sind innerhalb von drei Stunden Aufgaben in Theorie und Praxis zu lösen. Im praktischen Teil müssen oft anorganische und/oder organische Stoffe qualitativ analysiert oder Titrationen zur quantitativen Bestimmung durchgeführt werden. Die drei Besten eines jeden Kurses dürfen am Landeswettbewerb ihres jeweiligen Bundeslandes teilnehmen.

### Landeswettbewerb
Der Landeswettbewerb dauert im Regelfall drei Tage und findet in allen Bundesländern zur gleichen Zeit statt. Der erste Tag ist in allen Bundesländern, außer Wien, als Anreisetag gedacht. Am zweiten Tag findet dann der eigentliche Wettbewerb statt. Vormittags werden die theoretischen Beispiele, die bereits teilweise Universitätsniveau haben, gelöst und am Nachmittag steht Praxis am Programm, bei der, wie beim Kurswettbewerb, meist Ionennachweise und Titrationen durchgeführt werden. Am dritten Tag findet am Vormittag eine Exkursion statt und am Nachmittag werden die Ergebnisse bekanntgegeben. Die Besten nehmen am Bundeswettbewerb teil; deren Anzahl richtet sich nach der Anzahl der teilnehmenden Gruppen.

### Bundeswettbewerb
Beim Bundeswettbewerb sind die besten Olympioniken aus ganz Österreich und Südtirol versammelt. Er beginnt mit einer zweiwöchigen Vorbereitungszeit, welche vormittags aus Vorträgen über Teilgebiete der Chemie besteht und nachmittags wird praktisch gearbeitet, wobei auch anspruchsvollere Aufgaben, wie beispielsweise organische Synthesen durchgeführt werden. Während der Vorbereitungszeit finden auch Ausflüge und Wandertage statt. Bis 2017 wurde der Bundeswettbewerb jedes Jahr an einer anderen Schule in Österreich durchgeführt. Seit 2018 findet er jedes Jahr an der PH Niederösterreich in Baden bei Wien statt. Kurz vor dem Wettbewerb gibt es noch ein Repetitorium, um das neuerlernte Wissen zu festigen. Danach findet der theoretische Wettbewerb und am darauffolgenden Tag der Praxisbewerb statt. Am letzten Tag werden die Ergebnisse bekanntgegeben, die vier Teilnehmer für die Internationale Chemieolympiade ermittelt und die begehrten Medaillen vergeben. Die Medaillenvergabe findet jedoch nicht nach Rängen, sondern nach Punkten statt. Des Weiteren wird durch den Bundeswettbewerb das Team für die Internationale Mendeleev Chemieolympiade im darauffolgenden Jahr ermittelt.